# Annerose Iber-Schade
Annerose Iber-Schade (* 11. Juni 1923 in Lüdenscheid als Annerose Schade; † 14. August 2020) war eine deutsche Unternehmerin.

## Leben
Sie studierte zunächst an der TU München Wirtschaftsingenieurwesen, brach dieses Studium aber im Zweiten Weltkrieg ab. Nach Kriegsende begann sie ein Studium der Volkswirtschaft in Bonn und beendete es 1947 als Diplom-Volkswirtin. 1951 wurde sie mit einer Arbeit über Inflation und Deflation promoviert.
Bereits 1950 begann sie als Volontärin in der Firma ihres Vaters, der 1886 gegründeten Wilhelm Schade Metallwarenfabrik im sauerländischen Plettenberg. Nach dem Tode des Vaters wurde sie 1954 Geschäftsführerin dieses Automobilzulieferers. 1980 zog sie sich aus der Leitung des Unternehmens zurück, blieb aber persönlich haftende Gesellschafterin und Mitglied des Beirats. Unter ihrer Leitung wurden neben dem Plettenberger Stammwerk zwei Betriebe in Selbecke und Herne gegründet. Die Zahl der Mitarbeiter wuchs von 400 auf rund 1500, die einen Jahresumsatz von rund 110 Millionen Mark erwirtschafteten. Mitte der 1990er Jahre wurde die Firma nach einer Sanierung an Dura Automotive Systems verkauft.

## Wirken
Annerose Iber-Schade engagierte sich in der 1954 gegründeten Vereinigung von Unternehmerinnen (seit 1991 Verband deutscher Unternehmerinnen) und war 1979 bis 1989 deren Vorsitzende. Sie setzte sich auch für Rechte von Frauen in der Belegschaft ein, für die sie gleiche Löhne bei gleicher Arbeit in ihrer Firma einführte, die Erlaubnis zu Arbeit in Nachtschichten befürwortete und mehr Frauen in Betriebsräten und Gremien forderte.
Von Juli 1980 bis Juni 1988 war Iber-Schade Mitglied der Monopolkommission. Bundeskanzler Helmut Schmidt berief sie als erste Frau in dieses Beratergremium der Bundesregierung.
1988 wurde sie mit dem Bundesverdienstkreuz I. Klasse des Verdienstordens der Bundesrepublik Deutschland ausgezeichnet.
Gemeinsam mit ihrem Ehemann Norbert Iber gründete sie im Jahre 2001 die „A. und N. Iber-Stiftung“, zur Förderung von Kindern und Jugendlichen mit einem Stiftungsvermögen von ca. 750.000 €.

## Veröffentlichungen
- Annerose Iber-Schade: Auswirkungen des Strukturwandels in der Automobilindustrie auf Kfz-Zuliefererunternehmen. In: Burkhardt Roper (Hrsg.): Strukturpolitische Probleme der Automobil-Industrie unter dem Aspekt des Wettbewerbs. Duncker & Humblot, Berlin 1985, S. 95–127.